# Wiesław Kozyra
Wiesław Józef Kozyra (ur. 9 marca 1940 w Spławach, zm. 26 maja 2021 w Dzierżążnie) – polski dziennikarz, felietonista, reportażysta, publicysta specjalizujący się w problematyce naukowej organizacji pracy i zarządzania oraz zagadnieniach społecznych.

## Życiorys
Syn Józefa Kozyry i Anieli z d. Szopa. Ukończył studia na Wydziale Budowy Okrętów Politechniki Gdańskiej (1967). W czasie studiów był kierownikiem gdańskiego oddziału tygodnika studenckiego „Politechnik" (1962–1967); jednym z inicjatorów ruchu dziennikarzy studenckich na Wybrzeżu i powołania Klubu Dziennikarzy Studenckich w Gdańsku; redaktorem naczelnym tygodnika studenckiego „Politechnik” w Warszawie (1967–1969).
Przez dwa lata był sekretarzem redakcji miesięcznika „Problemy” w Warszawie (1971–1973). Później powrócił do Trójmiasta, by objąć funkcję zastępcy redaktora naczelnego „Tygodnika Morskiego” (1973–1975). Uczestniczył w powołaniu i organizowaniu redakcji tygodnika „Czas”, w którym pełnił funkcję zastępcy redaktora naczelnego (1975–1978) oraz komentatora politycznego (1978–1981). Po likwidacji "Czasu" został zastępcą redaktora naczelnego i komentatorem w tygodniku „Wybrzeże” (1982–1990).
Założyciel Stowarzyszenia „Przedsiębiorczość-Postęp-Dobrobyt” w Sopocie (1989).
Właściciel wydawnictw: Agencja Promocyjna Czas SA i Czas Kozyra-Press sp. z o.o. Wydawca i redaktor naczelny miesięcznika „Bon Voyage” (1990), regionalnego tygodnika społeczno-gospodarczego „Kaszuby” (1997-2000), przekształconego w bezpłatny miesięcznik społeczno-gospodarczy „Kaszuby” (2005). Współpracował z Dziennikiem Bałtyckim. W latach 1971–1982 członek Stowarzyszenia Dziennikarzy Polskich (SDP), od 1983 roku Stowarzyszenia Dziennikarzy Rzeczypospolitej Polskiej (SDRP).

## Wybrane publikacje
- Wiesław Kozyra, 30. rocznica największej w Polsce katastrofy lotniczej [online], plus.dziennikbaltycki.pl, 12 maja 2017 [dostęp 2021-05-30] (pol.).
- Wiesław Kozyra, Urodzona w 1916 w Smoleńsku [online], Dziennik Bałtycki, 25 lutego 2016 [dostęp 2021-05-30] (pol.).
- Wiesław Kozyra, Gumko, kochana gumko, już nie wycieraj niczego więcej z mej pamięci!, „Dziennik Bałtycki”, 18 grudnia 2014 [dostęp 2021-06-07] (pol.).
- Wiesław Kozyra, Klub Aniołów i Anielic nie działa w zaświatach, tylko w Oliwie, „Dziennik Bałtycki”, 21 stycznia 2016 [dostęp 2021-06-07] (pol.).

## Odznaczenia i wyróżnienia
- 1974 – laureat III nagrody Zarządu Głównego SDP za publicystykę na temat organizacji i zarządzania;
- 1975 – złota odznaka im. Janka Krasickiego;
- 1983 – złoty Krzyż Zasługi.